# 中条景泰
中条 景泰（なかじょう かげやす）は、戦国時代から安土桃山時代にかけての武将。中条氏21代当主。沼垂郡（北蒲原郡）奥山庄の鳥坂城主。上杉氏の家臣。揚北衆三浦党の一人。

## 生涯
永禄元年（1558年）、越後国の戦国大名・長尾氏（後に上杉氏を相続）の旗本・吉江景資の次男として誕生。幼名は沙弥法師丸。
幼時より上杉謙信に仕えた。天正元年（1573年）8月、一向一揆の篭る加越国境の朝日山城攻めの際、血気盛んな14歳の与次は、謙信の制止を無視して敵の鉄砲隊の前に駆け出して蜂の巣にされそうになり、慌てた謙信は家臣に命じて連れ戻させた。謙信は与次をひとまず監禁し、両親の下に送り返されることになった。この戦いでは同輩の柿崎源三が股を撃ち抜かれるなど、実際に銃撃による死傷者があり、その対処は適切であったといえる。以上の顛末を吉江景資夫妻に説明して理解を求めた謙信の書状が残っている。この時の与次は吉江系図から判断すれば揚北衆の中条氏との婚姻が予定されていた節があり、謙信の旗本が独立性の強い中条を被官として取り込むために必要であったと思われ、このような場でむざむざと殺させるわけにはいかなかったものと考えられる。
相模国・平姓三浦氏、和田氏の流れを汲む、越後国人・中条氏では当時、中条景資が死去したが、男子がいなかったため河田氏から嗣子（後の安田堅親）を迎えていた。しかし堅親は家臣団と対立して中条家を去ったため、天正2年（1574年）景資の娘・俊子を娶って中条氏の家督を相続し、以後中条景泰と名乗った。中条氏の居城・鳥坂城には在番せず、家老の築地資豊を城代に充て、自身は謙信の側近くに常駐した。
天正3年（1575年）の「上杉家軍役帳」によると140人の軍役を課せられており、席次は国衆（下郡）筆頭となっている。天正5年（1577年）の家臣目録「上杉家家中名字尽」では、柿崎晴家、本庄秀綱らと並んで側近・小姓の一員として記されている。
天正6年（1578年）の謙信急死後、勃発した家督争い・御館の乱で景勝方に付き、引き続き側近として活動を続けた。御館攻撃の最中の天正7年（1579年）2月14日付「高野山清浄心院宛て添え状」では、この乱を景泰は「当国錯乱之儀」と表している。その後、和議の動きもあったが、何者かによって妨害され頓挫する。上杉景虎は自刃に及び、大勢が決した後も抵抗を続けていた本庄秀綱の籠もる栃尾城を攻め落とし、天正8年（1580年）4月22日に乱は終結した。これらの功により戦後、景泰は秀綱の遺領などから加増を受けている。
天正9年（1581年）、祖父にあたる吉江宗信から越中国方面で功を挙げたら隠居分として得た神保四郎左衛門の遺領の内500俵分を分け与える旨の奨励を受ける。
河田長親の死後、越中戦線に送られ、実父・景資らと織田信長配下の柴田勝家らの攻勢を防いだが、天正10年（1582年）6月3日、魚津城落城の時に自害した。本能寺の変で信長が自害した翌日のことである。「魚津在城衆十二名連署状」では一番前に署名している。享年25。合戦に明け暮れ、中条氏の名跡を継いでから戦死するまで一度も本拠地中条に入ることはなかったという。

## 系譜
- 父：吉江景資（1527-1582）
- 母：不詳
- 養父：中条景資（1532?-1573）
- 正室：俊子 - 中条景資の娘 
  - 嫡男：中条三盛（1573-1607） - 一黒丸、与次、資盛。中条宗家の家督を相続する。後の出羽合戦が原因で、父・景泰同様若年で命を落とした。
  - 次男：中条資種 - 「中条帯刀」の名で知られる。中条流元祖。『広辞苑』によれば、景勝ではなく豊臣秀吉の家臣になったようである。出奔なのか命令なのか不明であるが、兄・三盛が大怪我を負った関ヶ原の戦い後頃には上杉家に帰参している。
  - 三男：中条資春 - 七蔵。中条氏の記録では「消息不明」となっている。

## 登場作品

### テレビドラマ
- 『天地人』（NHK大河ドラマ、2009年）演：白川裕二郎

### 小説
- 佐伯光太郎『蜃楼の城郭』（文芸社）